# John Polidori
Pour les articles homonymes, voir Polidori.
John William Polidori (Londres, 7 septembre 1795 - Londres, 24 août 1821), fils de Gaetano Polidori, est un écrivain italo-anglais. Il est notamment connu pour la nouvelle Le Vampire (The Vampyre), parue en 1819 et qui popularise le thème du vampirisme dans la littérature.

## Biographie[1]
Le père de John Polidori, Gaetano Polidori était un homme de lettres toscan, secrétaire pour un temps du dramaturge Vittorio Alfieri. Gaetano Polidori avait émigré à Londres, où il donnait des cours d'italien, et y avait épousé Miss Pierce. John Polidori fréquente une école catholique romaine (Ampleforth, Yorkshire) avant d'être admis à l'université d'Édimbourg où il étudie la médecine. Il écrit une thèse sur le somnambulisme (Dissertatio medica inauguralis, quaedam de morbo, oneirodynia dicto, complectens) et reçoit son diplôme à l'âge de 19 ans. L'année suivante, alors qu'il n'est pas encore légalement majeur, il accompagne Lord Byron à Genève. Il est notoire que Byron est rapidement lassé de l'immaturité de son jeune compagnon inexpérimenté. Cet épisode de sa vie a été utilisé par Paul West pour son roman Le Médecin de Lord Byron (Lord Byron's Doctor - Doubleday, 1989) et par Federico Andahazi dans le roman La Villa des mystères (1998).
Polidori quitte la Suisse en septembre 1816 et se rend en Italie pour y voyager. Il rentre en Angleterre le printemps suivant et tente de pratiquer la médecine à Norwich. Il n'est pourtant pas heureux dans sa profession et pense se tourner vers le droit. Entre-temps, il commence une courte mais productive carrière littéraire. Sa première œuvre, un essai sur la source du plaisir positif (1818), reflète son intérêt pour la psychologie. L'année suivante, il produit un recueil de poèmes - Ximenes, la couronne et autres poèmes - le roman Ernestus Berchtold et la nouvelle Le Vampire. Ce texte, rédigé à partir d'un brouillon de Lord Byron, est attribué à ce dernier lors de sa première parution dans le New Monthly Magazine (en). La dernière œuvre de Polidori - Sketches Illustrative of the Manners and Costumes of France, Switzerland, and Italy - est publiée en 1821 sous le pseudonyme de Richard Bridgens. Il meurt brutalement au mois d'août de la même année. Bien que son neveu William Michael Rossetti ait évoqué un suicide au cyanure, cette thèse est actuellement remise en cause  . Il a 25 ans.

## Famille
Il est mort trop tôt pour connaître le destin de sa sœur, Frances, qui a épousé le poète exilé italien Gabriele Rossetti. De leur union naîtront deux fils et deux filles :
- Maria Francesca Rossetti, auteure avant de devenir nonne,
- Dante Gabriel Rossetti, artiste-peintre, poète et écrivain,
- William Michael Rossetti, écrivain et critique,
- Christina Georgina Rossetti, poétesse.

## Le vampire
Son personnage de Lord Ruthven est considéré comme le premier vampire (tel que nous le connaissons aujourd'hui) dans une œuvre de fiction.
À signaler qu’une traduction française moderne du Vampire est parue aux éditions Chimères, en 1989, suivie par celle des éditions Actes Sud, dans la collection Babel, en 1996.